# Кызыл-Булак (Баткенская область)
Кызыл-Булак (кирг. Кызыл-Булак) — село в Кадамжайском районе Баткенской области Кыргызстана. Входит в состав айылного аймака Орозбеков.

## География
Село расположено в восточной части области, на правом берегу реки Шахимардан, на расстоянии приблизительно 8 километров (по прямой) к югу от города Кадамжай, административного центра района. Абсолютная высота — 1222 метра над уровнем моря.

## Население
Согласно оценочным данным Национального статистического комитета Кыргызской Республики, численность населения села на начало 2023 года составляла 2286 человек.
| год     | 2009 | 2014 | 2015 | 2020 | 2021 | 2023 |
| ------- | ---- | ---- | ---- | ---- | ---- | ---- |
| человек | 1555 | 1781 | 1926 | 2126 | 2272 | 2286 |